# Ermita de Santa Lucía (Vilamitjana)

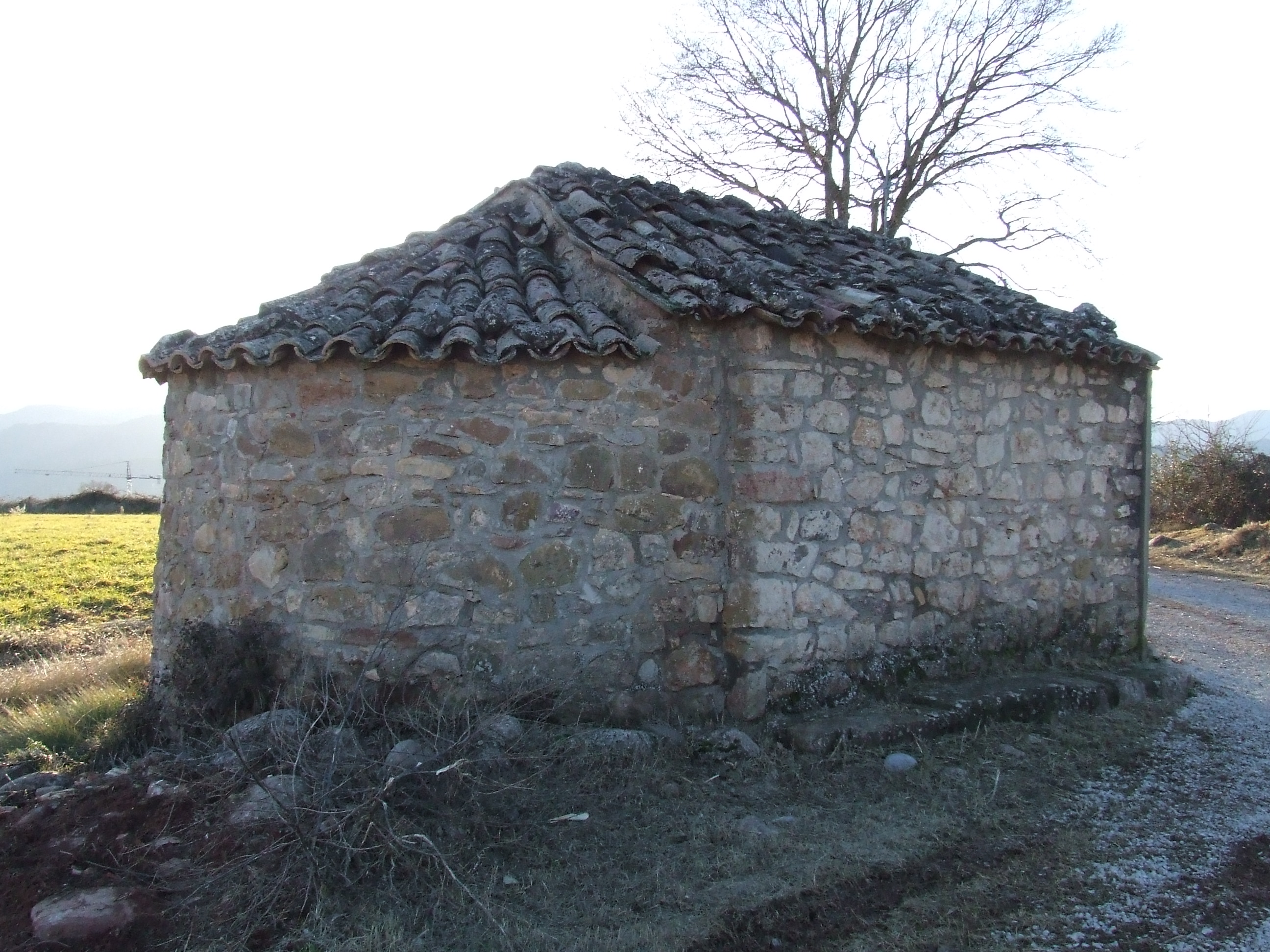
Ábside

La ermita de Santa Lucía de Vilamitjana es un templo románico del antiguo término de Vilamitjana, situado casi 500 metros a levante de la villa amurallada del mismo nombre, perteneciente al municipio de Tremp y provincia de Lérida.
Es pequeño, de una sola nave y ábside semicircular a levante. Es obra del siglo XII, pero dentro de un estilo muy sencillo y rústico, típico de la arquitectura rural.
Hacia 1980 tenía la bóveda hundida, pero ha sido reconstruida y vuelve a estar abierta al culto.